# 1538.
◄ | 15. stoljeće | 16. stoljeće | 17. stoljeće | ►
◄ | 1500-ih | 1510-ih | 1520-ih | 1530-ih | 1540-ih | 1550-ih | 1560-ih | ►
◄◄ | ◄ | 1535. | 1536. | 1537. | 1538. | 1539. | 1540. | 1541. | ► | ►►
Arhitektura • Astronomija • Glazba • Kazalište • Kiparstvo • Knjige • Književnost • Kršćanstvo • Medicina • Politika • Pravo • Promet • Slikarstvo • Znanost

## Događaji
- Osmanlije osvajaju Dubicu i stvaraju mostobran prema Pounju
- 24. veljače – Potpisan mir u Velikom Varadinu, čime je okončan Građanski rat u Hrvatskoj i Ugarskoj.

## Rođenja
- 9. lipnja – Antun Vramec, hrvatski književnik († 1587.)

## Vanjske poveznice
|  | Zajednički poslužitelj ima još gradiva o temi 1538. |